# كارولين ميلر
كارولين ميلر (بالإنجليزية: Caroline Miller)‏ (و. 1991  م) هي لاعبة كرة قدم، من الولايات المتحدة، ولدت في روكفيل، ماريلاند، تلعب كمُهَاجِمَة.

## روابط خارجية
- كارولين ميلر على موقع قاعدة بيانات كرة القدم.إي يو (الإنجليزية)
- كارولين ميلر على موقع Soccerway.com (الإنجليزية)
- كارولين ميلر على موقع عالم كرة القدم.نت (الإنجليزية)